# Mason Peaks
Mason Peaks är en bergstopp i Antarktis. Den ligger i Östantarktis. Australien gör anspråk på området. Toppen på Mason Peaks är 1 783 meter över havet.
Terrängen runt Mason Peaks är en högslätt. Trakten är obefolkad. Det finns inga samhällen i närheten. 